# Виноградов, Анатолий Васильевич
Виноградов Анатолий Васильевич (21 июня 1906, Усово, Ярославская губерния — 1982, Колпино, Ленинград) — участник Великой Отечественной войны, сталевар Ижорского завода города Ленинград. Герой Социалистического Труда (21.06.1957).

## Биография
Анатолий Васильевич Виноградов родился 8 июня 1906 года в д. Усово (ныне — в Даниловском районе Ярославской области).
В возрасте 24 лет приехал в город Колпино, где начал работать на Ижорском заводе в мартеновском цеху. Анатолий Васильевич добился определенных профессиональных успехов и со своей бригадой не только начал работать на новой мощной мартеновской печи, но и занимал лидирующие позиции на заводе в связи с резким повышением выплавки металла.
13 сентября 1941 года Анатолий Васильевич ушёл на фронт, где был санитаром-носильщиком санитарной роты 657-го стрелкового полка 125-й стрелковой дивизии. Был легко ранен. Окончание Великой Отечественной войны встретил в Праге. Уволен по болезни 12 сентября 1945 года.
После демобилизации вернулся на Ижорский завод, где работал не только на своей привычной мартеновской печи, но и принимал участие в восстановлении и работе на других. В результате 17 декабря 1946 года ранее сломанная мартеновская печь № 8 вернулась в работу, а первую плавку варил именно А. В. Виноградов.
В 1947 году за высокие показатели в труде был награждён орденом Трудового Красного Знамени. На этом Анатолий Васильевич не успокоился и реализовал на практику идею скоростного сталеварения, в результате которой на выплавке его бригада могла экономить до 90 минут, а умелая варка порога позволила дополнительно давать до 15 тонн жидкого металла.
В результате высокого качества работы А. В. Виноградов неоднократно завоевывал звание «Лучший сталевар Ленинграда».
Президиум Верховного Совета СССР 21 июня 1957 года своим указом за выдающиеся производственные достижения, развитие науки и техники и большой вклад, внесённый в освоение и внедрение новых прогрессивных методов труда, присвоил Виноградову Анатолию Васильевичу звание Героя Социалистического Труда с вручением ордена Ленина и золотой медали «Серп и Молот».
В возрасте 52 года ушёл на пенсию, но при этом продолжал воспитывать и обучать молодое поколение сталеваров. Один из его учеников — С. И. Ильин, также стал Героем Социалистического Труда.
Анатолий Васильевич умер в 1982 году, похоронен на Аллее Героев Колпинского городского кладбища.

## Награды
- Орден Ленина (21.06.1957)
- Орден Трудового Красного Знамени (07.04.1947, 02.10.1950)
- Орден Славы 3-й степени (8.9.1944)[3]
- Медали, в том числе:
  - «За оборону Ленинграда»
  - «За освобождение Праги»

## Память
- На могиле установлен надгробный памятник[1].